# Rijksuniversiteit Groningen
Rijksuniversiteit Groningen er et universitet beliggende i Groningen, Nederlandene. Universtetet har ca. 5.000 ansatte og 26.500 studerende (2009).
Universitetet blev grundlagt i 1614 og er således det næstældste i Nederlandene.
Det består i dag af ti fakulteter, ni kandidatskoler og 27 forskningscentre. Universitetet er med i Coimbragruppen.